# San Carlos I (Teksas)
San Carlos I je naseljeno mjesto za statističke potrebe u američkoj saveznoj državi Teksas. Prema popisu stanovništva iz 2010. u njemu je živjelo 316 stanovnika.